# سیمونا گرمان
سیمونا گرمان (انگلیسی: Simona Gherman؛ زادهٔ ۱۲ آوریل ۱۹۸۵) شمشیرباز اهل رومانی است.